# La Croix-en-Touraine
Pour les articles homonymes, voir Croix (homonymie).
La Croix-en-Touraine est une commune française du département d'Indre-et-Loire, dans la province de Touraine, en région Centre-Val de Loire.

## Géographie
La Croix-en-Touraine se situe dans la vallée du Cher, à 1 km de Bléré, à 8 km d'Amboise et à 6 km de Chenonceaux.

### Lieux-dits
- Villefrault, au nord-ouest de la commune ;
- Les Caves, à la sortie ouest de la commune ;
- La Roche, à la sortie est de la commune ;
- La Grande Folie et la Petite Folie, au nord de la commune.
- Mesvres, au nord-est de la commune.
- La Nouefrault et La Petite Nouefrault, au nord-nord-ouest de la commune.
- Les Croupions, La Chauvinière, La Petite Chauvinière, Les Sablons, Bois Denier, Les Bergeries, La Brimbale, La Vieillère, Les Brigoudières, Le Carroir au Chat, Le Plessis, La Guetaudière, La Volandrie, La Bourellerie, La Féérie, Le Mai, et La Chevalerie au nord-nord-est de la commune.

### Accès
- D 140 depuis Tours
- D 31 depuis Loches, Château-Renault, Bléré et Amboise
- D 40 depuis Montlouis-sur-Loire et Chenonceaux
- D 31f, depuis Bléré et Amboise.

### Communes limitrophes
| Forêt d'Amboise | Forêt d'Amboise, Amboise | Forêt d'Amboise    |
| Dierre          | La Croix-en-Touraine     | Civray-de-Touraine |
| Athée-sur-Cher  | Bléré                    | Civray-de-Touraine |

### Hydrographie

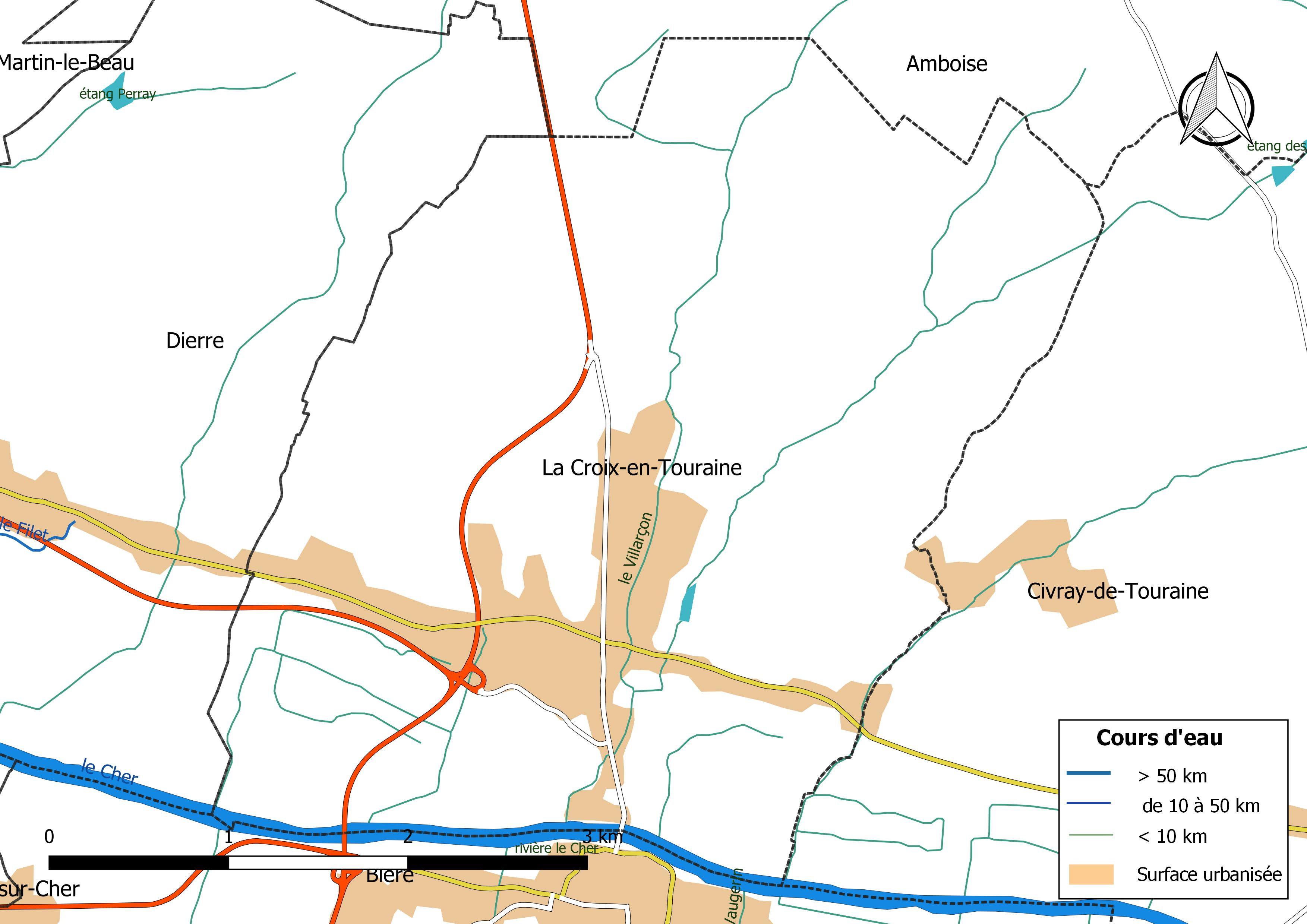
Réseau hydrographique de La Croix-en-Touraine.

La commune est bordée sur son flanc sud par le Cher (0,75 km) qui en constitue la limite communale. Le réseau hydrographique communal, d'une longueur totale de 19,39 km, comprend également divers petits cours d'eau dont le Villarçon (5,058 km),.
Le Cher, d'une longueur totale de 365,5 km, prend sa source à 714 mètres d'altitude à Mérinchal, dans la Creuse et se jette dans la Loire à Villandry, à 40 m d'altitude, après avoir traversé 117 communes. Le Cher présente des fluctuations saisonnières de débit assez marquées. Sur le plan de la prévision des crues, la commune est située dans le tronçon du Cher tourangeau, dont la station hydrométrique de référence la plus proche est située à  Tours [Pont Saint Sauveur]. Le débit mensuel moyen (calculé sur 53 ans pour cette station) varie de 25,8 m3/s au mois d'août  à 192 m3/s au mois de février. Le débit instantané maximal observé sur cette station est de 1 000 m3/s le 24 mars 1988, la hauteur maximale relevée a été de 4,96 m le 5 juin 2016,.
Ce cours d'eau est classé dans les listes 1 et 2 au titre de l'article L. 214-17 du code de l'environnement sur le Bassin Loire-Bretagne. Au titre de la liste 1, aucune autorisation ou concession ne peut être accordée pour la construction de nouveaux ouvrages s'ils constituent un obstacle à la continuité écologique et le renouvellement de la concession ou de l'autorisation des ouvrages existants est subordonné à des prescriptions permettant de maintenir le très bon état écologique des eaux. Au titre de la liste 2, tout ouvrage doit être géré, entretenu et équipé selon des règles définies par l'autorité administrative, en concertation avec le propriétaire ou, à défaut, l'exploitant,. 
Sur le plan piscicole, le Cher est classé en deuxième catégorie piscicole. Le groupe biologique dominant est constitué essentiellement de poissons blancs (cyprinidés) et de carnassiers (brochet, sandre et perche).
Une zone humide a été répertoriée sur la commune par la direction départementale des territoires (DDT) et le conseil départemental d'Indre-et-Loire : « la vallée du Ruisseau de Bellefontaine »,.

### Climat
Pour des articles plus généraux, voir Climat du Centre-Val de Loire et Climat d'Indre-et-Loire.
En 2010, le climat de la commune est de type climat océanique dégradé des plaines du Centre et du Nord, selon une étude du CNRS s'appuyant sur une série de données couvrant la période 1971-2000. En 2020, Météo-France publie une typologie des climats de la France métropolitaine dans laquelle la commune est exposée à un climat océanique altéré et est dans la région climatique Moyenne vallée de la Loire, caractérisée par une bonne insolation (1 850 h/an) et un été peu pluvieux.
Pour la période 1971-2000, la température annuelle moyenne est de 11,2 °C, avec une amplitude thermique annuelle de 14,8 °C. Le cumul annuel moyen de précipitations est de 649 mm, avec 10,3 jours de précipitations en janvier et 6,7 jours en juillet. Pour la période 1991-2020, la température moyenne annuelle observée sur la station météorologique de Météo-France la plus proche, « Amboise - Lycée », sur la commune d'Amboise à 8 km à vol d'oiseau, est de 12,2 °C et le cumul annuel moyen de précipitations est de 711,0 mm,. Pour l'avenir, les paramètres climatiques de la commune estimés pour 2050 selon différents scénarios d'émission de gaz à effet de serre sont consultables sur un site dédié publié par Météo-France en novembre 2022.

## Urbanisme

### Typologie
Au 1er janvier 2024, La Croix-en-Touraine est catégorisée commune rurale à habitat dispersé, selon la nouvelle grille communale de densité à sept niveaux définie par l'Insee en 2022.
Elle appartient à l'unité urbaine de Tours, une agglomération intra-départementale regroupant 38  communes, dont elle est une commune de la banlieue,,. Par ailleurs la commune fait partie de l'aire d'attraction de Tours, dont elle est une commune de la couronne,. Cette aire, qui regroupe 162 communes, est catégorisée dans les aires de 200 000 à moins de 700 000 habitants,.

### Occupation des sols
L'occupation des sols de la commune, telle qu'elle ressort de la base de données européenne d’occupation biophysique des sols Corine Land Cover (CLC), est marquée par l'importance des territoires agricoles (63,7 % en 2018), en diminution par rapport à 1990 (65,2 %). La répartition détaillée en 2018 est la suivante : 
terres arables (25,6 %), zones agricoles hétérogènes (24,5 %), forêts (20,9 %), zones urbanisées (14 %), prairies (9,9 %), cultures permanentes (3,6 %), eaux continentales (1,3 %). L'évolution de l’occupation des sols de la commune et de ses infrastructures peut être observée sur les différentes représentations cartographiques du territoire : la carte de Cassini (XVIIIe siècle), la carte d'état-major (1820-1866) et les cartes ou photos aériennes de l'IGN pour la période actuelle (1950 à aujourd'hui).

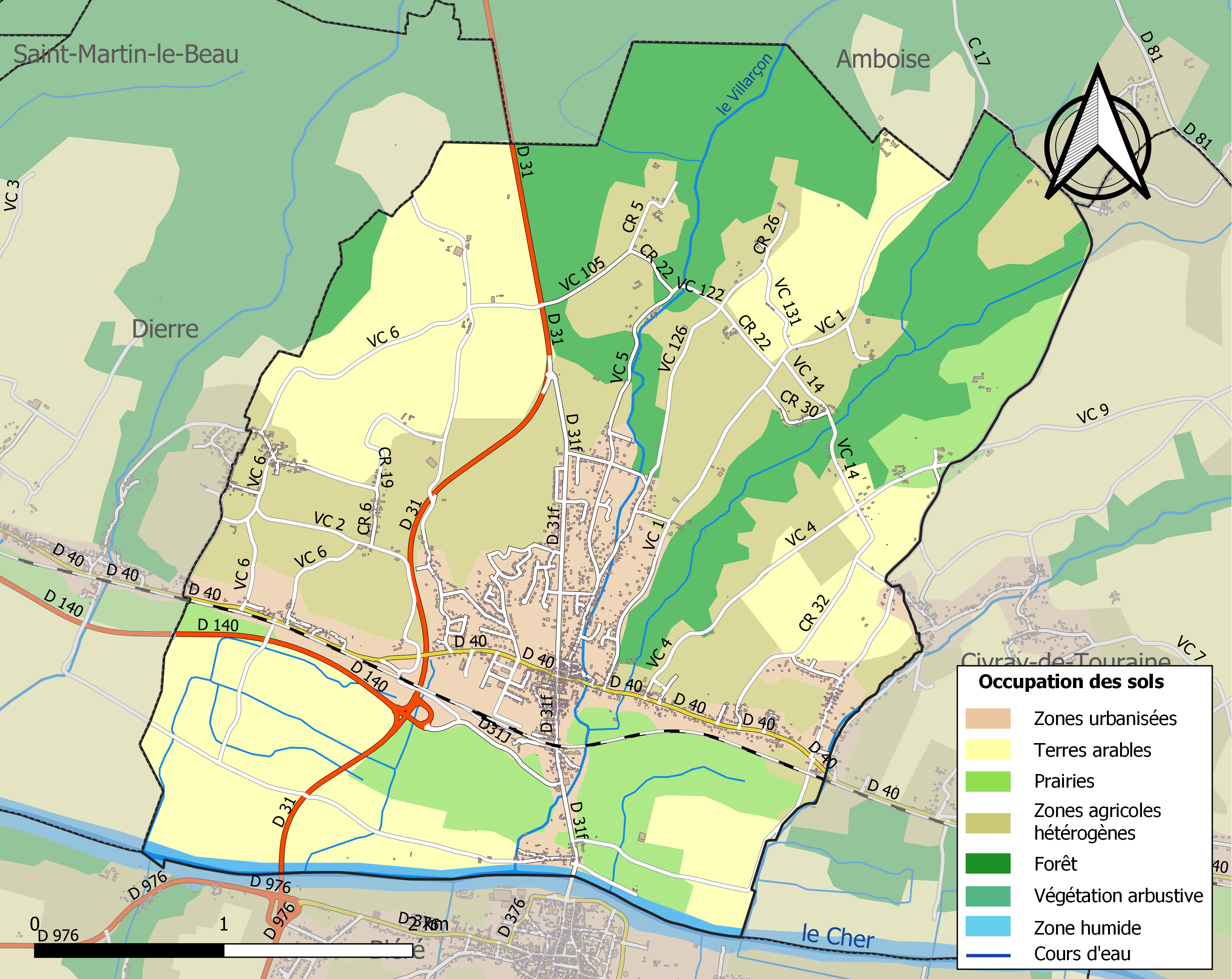
Carte des infrastructures et de l'occupation des sols de la commune en 2018 (CLC).

### Risques majeurs
Le territoire de la commune de La Croix-en-Touraine est vulnérable à différents aléas naturels : météorologiques (tempête, orage, neige, grand froid, canicule ou sécheresse), inondations, feux de forêts et séisme (sismicité faible). Un site publié par le BRGM permet d'évaluer simplement et rapidement les risques d'un bien localisé soit par son adresse soit par le numéro de sa parcelle.
Certaines parties du territoire communal sont susceptibles d’être affectées par le risque d’inondation par débordement de cours d'eau, notamment le Cher. La commune a été reconnue en état de catastrophe naturelle au titre des dommages causés par les inondations et coulées de boue survenues en 1982, 1999, 2001, 2016 et 2018,.
Pour anticiper une remontée des risques de feux de forêt et de végétation vers le nord de la France en lien avec le dérèglement climatique, les services de l’État en région Centre-Val de Loire (DREAL, DRAAF, DDT) avec les SDIS ont réalisé en 2021 un atlas régional du risque de feux de forêt, permettant d’améliorer la connaissance sur les massifs les plus exposés. La commune, étant pour partie dans le massif d'Amboise, est classée au niveau de risque 3, sur une échelle qui en comporte quatre (1 étant le niveau maximal).

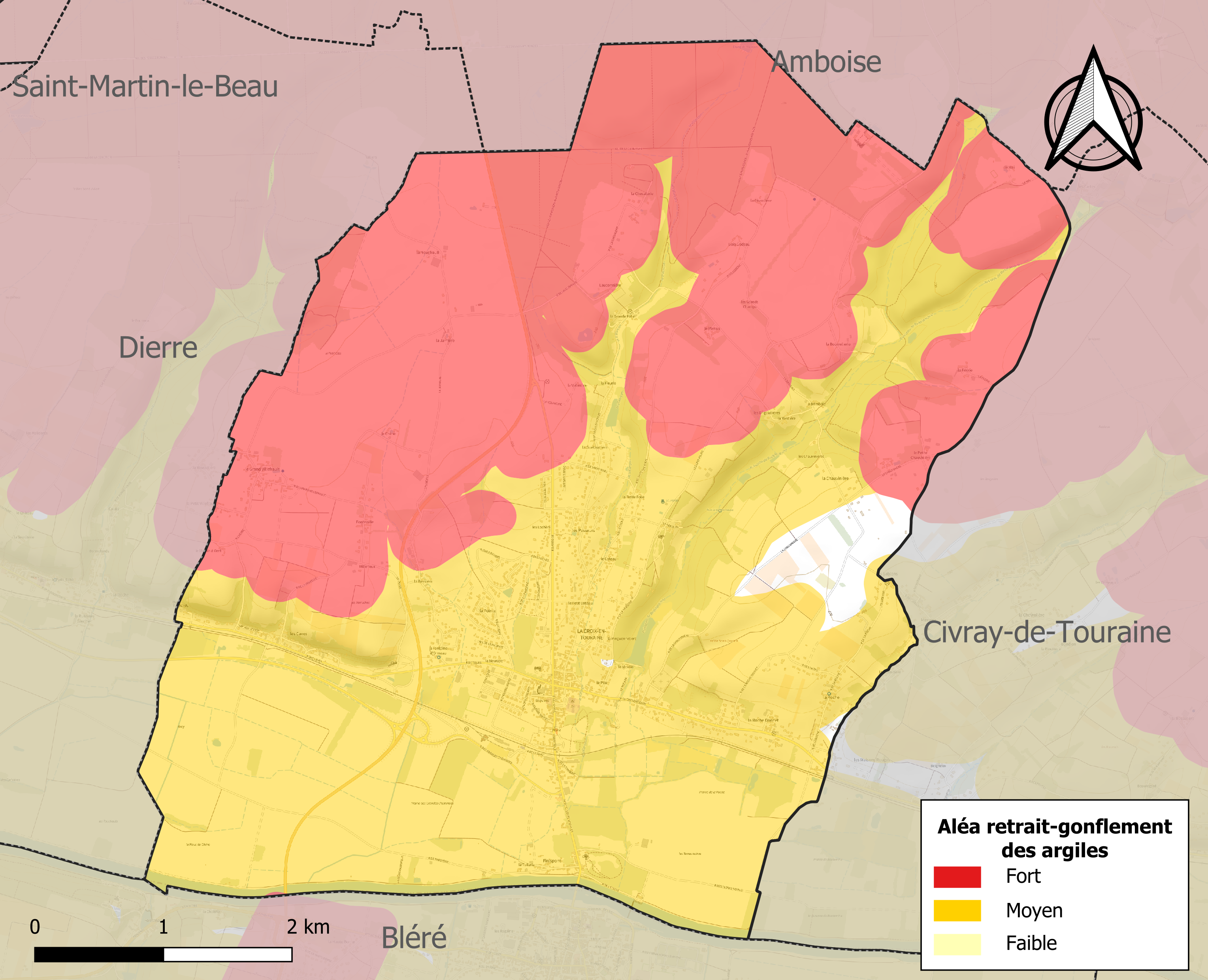
Carte des zones d'aléa retrait-gonflement des sols argileux de La Croix-en-Touraine.

Le retrait-gonflement des sols argileux est susceptible d'engendrer des dommages importants aux bâtiments en cas d’alternance de périodes de sécheresse et de pluie. 97,8 % de la superficie communale est en aléa moyen ou fort (90,2 % au niveau départemental et 48,5 % au niveau national). Sur les 1 136 bâtiments dénombrés sur la commune en 2019, 1125 sont en aléa moyen ou fort, soit 99 %, à comparer aux 91 % au niveau départemental et 54 % au niveau national. Une cartographie de l'exposition du territoire national au retrait gonflement des sols argileux est disponible sur le site du BRGM,.
Concernant les mouvements de terrains, la commune a été reconnue en état de catastrophe naturelle au titre des dommages causés par la sécheresse en 1996 et 2005 et par des mouvements de terrain en 1999 et 2013.

## Histoire
Anciennement Sanctus Quintinus de Blireium (vers 1035), Saint-Quentin-des-près, Saint-Quentin-près-Bléré, puis la Croix-de-Bléré.

## Politique et administration

### Liste des maires
| Période                                  | Période  | Identité                    | Étiquette | Qualité |
| ---------------------------------------- | -------- | --------------------------- | --------- | --- |
| ?                                        | ?        | Robert Dumoulin (1909-1990) | DVD       | Maire honoraire Conseiller général de Bléré (1964 → 1979)                                                                     |
| mars 2001                                | mai 2020 | Jocelyne Cochin             | UMP-LR    | Chef-comptable retraitée Conseillère départementale de Bléré (2015 → ) Présidente de la CC de Bléré Val de Cher (2008 → 2020) |
| mai 2020                                 | En cours | Michèle Gasnier             | DVD       | Assistante de direction retraitée                                                                                             |
| Les données manquantes sont à compléter. |          |                             |           | |

### Jumelages
- Garrel (Allemagne), jumelée avec tout le canton.
- Birštonas (Lituanie) depuis février 1996[30].

## Population et société

### Démographie
L'évolution du nombre d'habitants est connue à travers les recensements de la population effectués dans la commune depuis 1793. Pour les communes de moins de 10 000 habitants, une enquête de recensement portant sur toute la population est réalisée tous les cinq ans, les populations de référence des années intermédiaires étant quant à elles estimées par interpolation ou extrapolation. Pour la commune, le premier recensement exhaustif entrant dans le cadre du nouveau dispositif a été réalisé en 2008.

En 2022, la commune comptait 2 484 habitants, en évolution de +10,84 % par rapport à 2016 (Indre-et-Loire : +1,67 %, France hors Mayotte : +2,11 %).
| 1793 | 1800  | 1806  | 1821  | 1831  | 1836  | 1841  | 1846  | 1851  |
| ---- | ----- | ----- | ----- | ----- | ----- | ----- | ----- | ----- |
| 960  | 1 082 | 1 068 | 1 118 | 1 171 | 1 148 | 1 303 | 1 259 | 1 386 |

| 1856  | 1861  | 1866  | 1872  | 1876  | 1881  | 1886  | 1891  | 1896  |
| ----- | ----- | ----- | ----- | ----- | ----- | ----- | ----- | ----- |
| 1 292 | 1 336 | 1 384 | 1 363 | 1 297 | 1 242 | 1 289 | 1 212 | 1 213 |

| 1901  | 1906  | 1911  | 1921  | 1926  | 1931  | 1936  | 1946  | 1954  |
| ----- | ----- | ----- | ----- | ----- | ----- | ----- | ----- | ----- |
| 1 162 | 1 161 | 1 207 | 1 181 | 1 145 | 1 132 | 1 142 | 1 320 | 1 202 |

| 1962  | 1968  | 1975  | 1982  | 1990  | 1999  | 2006  | 2008  | 2013  |
| ----- | ----- | ----- | ----- | ----- | ----- | ----- | ----- | ----- |
| 1 237 | 1 188 | 1 260 | 1 668 | 1 798 | 1 973 | 2 145 | 2 192 | 2 156 |

| 2018  | 2022  | - | - | - | - | - | - | - |
| ----- | ----- | - | - | - | - | - | - | - |
| 2 348 | 2 484 | - | - | - | - | - | - | - |

### Éducation
La Croix-en-Touraine se situe dans l'Académie d'Orléans-Tours (Zone B) et dans la circonscription d'Amboise.
La ville possède une école maternelle (École maternelle Yves-Duteil), une école primaire (École primaire Joseph-Joffo), ainsi qu'une maison familiale et rurale (M.F.R.).

## Culture locale et patrimoine

### Lieux et monuments

#### Lieux
- L'étang des Trois Merlettes, formé par le ruisseau de Villarçon.
- Le parc André.

#### Monuments
- La gare de Bléré - La Croix
- L'église Saint-Quentin-des-Prés (XIIe siècle).
- Le château de la Herserie (XIXe siècle).
- Le château de la Gaillardière (XVIIIe siècle).
- Le château du Paradis (XVIe siècle).
- Le château de La Croix (XIXe siècle).
- Le Centre Lorin.

### Personnalités liées à la commune
- Édouard André (1840-1911), paysagiste ;
- Gabriel Copin de Miribel (1874-1965), général de cavalerie.
- Jacques Soufflet (1912-1990), Compagnon de la Libération, sénateur et ministre des armées sous Valéry Giscard d'Estaing y est inhumé. Une avenue de la commune, qui borde sa demeure, porte son nom.
- Camille Jamin, ayant ouvert au début du XXe siècle un musée des curiosités à La Croix-en-Touraine. Ce musée a été détruit en 1930, après avoir été légué à la commune…

### Héraldique
| Blason de La Croix-en-Touraine | Les armes de La Croix-en-Touraine se blasonnent ainsi : D'azur à la croix de Malte d'argent, au chef du même chargé de trois merlettes de sable. |